# Philadelpho Menezes
Philadelpho Menezes (San Paolo, 21 giugno 1960 – 23 luglio 2000) è stato un poeta e artista brasiliano, autore di poesia visiva e multimediale.

## Biografia
Fu professore di comunicazione e semiotica presso la Pontificia Università di San Paolo, suo ateneo di formazione. Aveva condotto parte dei suoi studi anche presso l'Università di Bologna (1990), attivando collaborazioni con artisti italiani.
Con l'artista brasiliano Wilton Azevedo, Philadepho Menezes creò nel 1998 uno dei primi CD-Rom di poesia intermediale: InterPoesia. Poesia Hipermidia Interativa. In Italia collaborò con il primo progetto di net-poetry, Karenina.it, dell'artista Caterina Davinio, partecipando anche a mostre e rassegne da lei curate presso vari spazi istituzionali. Il lavoro di Philadelpho Menezes si collegava alla poesia concreta storica brasiliana, esplorando nuovi media, come la tv e il computer.
Morì nel 2000 in un incidente automobilistico.

## Opere

### Poesia
- 4 achados construídos (1980)
- Poemas 1980-1982 (1984)
- Demolições (ou poemas aritméticos), 1988
- Poesia intersignos, Timbre, Sao Paulo, Brasil, 1985

### CD Rom
- Poesia sonora (do fonetismo às poéticas contempoâneas da voz), LLS, Univ. Catolica de Sao Paulo, Brasil, 1996
- Interpoesia (Poesia Hipermidia Interativa), PUC-SP y Univ. Presbiteriana Mackenzie, 1997 - 98

### Curatele
- Sonorous Poetry: Experimental Poetry of the Voice of the 20th Century (1992)
- Inter-Sign Poetry (1985)
- International Show of Visual Poetry of São Paulo (1988)

### Saggi
- Poesia Sonora – Poéticas experimentais da voz no Século XX. São Paulo, EDUC, 1992
- Poetics and new technologies of communication: a semiotic approach in "Face. Revista de Semiótica e Comunicação", D.1, 1998, site: br/~cos-puc/face[collegamento interrotto]
- Poesia Intersignos-Do Impresso ao Sonoro e ao Digital. In: "Exposição, Poesia Sonora", Seminário. São Paulo, Paço das Artes da Universidade de São Paulo, 1998
- Poesia Intersignos, Timbre, Sao Paulo, Brasil, 1985